# Coub
Coub («куб/коуб») — российский сайт-видеохостинг, позволяющий своим пользователям публиковать короткие зацикленные видеоролики с несинхронным звуковым сопровождением — «коубы». Аналогичен сервису Vine от компании Twitter. Начал работу в апреле 2012 года.
В 2013 году Coub привлёк миллион долларов инвестиций от фондов Phenomen Ventures и Brother Ventures. В 2014 году проект привлёк 2,5 миллиона долларов инвестиций от фонда Vaizra Capital, принадлежащего сооснователям «ВКонтакте» Льву Левиеву и Вячеславу Мирилашвили.
Сайт позволяет публиковать короткие, продолжительностью до 10 секунд, зацикленные видеоролики — так называемые «коубы». Видео можно загружать как с компьютера, так и импортировать с других сайтов, например YouTube и Vimeo. Также есть приложения на базе Android и iOS. В соответствии с правилами закона об авторском праве в цифровую эпоху, которых придерживается ресурс, в случае обращения правообладателей содержимого видеоролика, он может быть удалён с сайта.
В декабре 2013 года количество посетителей сайта составило 28 миллионов. К февралю 2014 года месячная посещаемость сервиса выросла до 45 миллионов уникальных пользователей, а количество просматриваемых «коубов» — до 320 миллионов в месяц.
По заявлению директора по продукту Влада Цыплухина в конце 2019 года месячная аудитория сайта составляла 12,5 млн человек. По данным сайта vc.ru, большинство посетителей сервиса находятся в России, ещё около 10 % в США, 8 % в Венгрии и 7 % в Грузии.
1 января 2020 года перешёл в полное владение и управление к компании «Комитет», которая развивает проекты vc.ru, TJ и DTF.
В начале декабря 2021 года сооснователь «Комитета» и директор по продукту Влад Цыплухин сообщил на своей странице в Facebook о планах продать сервис. 15 марта 2022 года «Комитет» объявил, что сервис Coub закроется 1 апреля 2022 года. 5 апреля 2022 года появилась информация о том, что сервис Coub перейдет к другой команде и продолжит работу.